# Padang Kasab
Padang Kasab is een bestuurslaag in het regentschap Bireuen van de provincie Atjeh, Indonesië. Padang Kasab telt 921 inwoners (volkstelling 2010).